# Kinderrente
Die Kinderrente (auch Kindheits- und Jugendrente, Kinderprämie oder Elternbonus genannt) bezeichnet in Deutschland ein politisches Projekt, das eine Unterhaltsrente für Kinder und Jugendlichen anstrebt, die von der Gesamtheit der zur gleichen Zeit erwachsenen Arbeitnehmer finanziert wird. Sind die Kinder und Jugendlichen später selbst erwerbstätig, zahlen sie mit eigenen Rentenbeiträgen die ihnen gewissermaßen als Vorschussrente gezahlte Kindheitsrente zurück.
Abarten dieses Konzepts sehen eine Pro-Kind-Prämie vor. Häufig wird auch das Konzept, noch zu Beschäftigungszeiten einen verringerten Rentenbeitrag einzuzahlen, mit in den Begriff gefasst.
Ein vergleichbarer Vorschlag zur Entlastung von Eltern bei der Einzahlung in die Pflegekasse wird Kinderbonus genannt.
Während von politischer Seite nur von einer Erhöhung der Rente durch Kinder gesprochen wird, gehen Sozialwissenschaftler davon aus, dass umgekehrt ein Kinderlosigkeitsmalus eingeführt werden muss, um die Rentenkassen auszugleichen. Das heißt die Renten werden zunächst für alle gesenkt und dann in einem (gedanklich) zweiten Schritt durch die Kinderrente für Eltern wieder erhöht.

## Argumentation

### Die Kinderrente als Teil des Familienlastenausgleichs
Der Familienlastenausgleich erfolgt in Deutschland primär im Rahmen der Einkommensteuer in Form von Kindergeld und Kinderfreibetrag sowie durch das Elterngeld. Im Bereich der gesetzlichen Rentenversicherung besteht hierzu die Anrechnung von Kindererziehungszeiten.
Der Familienlastenausgleich stellt eine Umverteilung von Kinderlosen zu Eltern dar. Je nach Blickwinkel und Eigeninteresse wird er als Bestrafung (auch ungewollt) Kinderloser oder als Abbau von Privilegien Kinderloser betrachtet. Solange der Familienlastenausgleich nicht die Gesamtkosten der Kinder sozialisiert, sind Kinderlose definitionsgemäß finanziell besser gestellt als Eltern.
Eine Kinderrente würde zum einen Familienlastenausgleich herstellen, indem auch Kinderlose die Kinderrenten mitfinanzieren. Der Kinderrente geht aber über den Gedanken des Familienlastenausgleichs hinaus, indem sie durch die Zurückverlegung von Einkommen aus dem Arbeitsalter in die Kindheit eine Verteilung des Lebenseinkommens auch auf die wirtschaftlich „unproduktiven“ Lebensphasen in der Kindheit erzielt.

### Die Kinderrente im Kontext der demographischen Entwicklung
Da die gesetzliche Rentenversicherung in Deutschland nach dem Umlageverfahren finanziert ist, führt die Veränderung der Altersstruktur, die sogenannte Alterspyramide zu Finanzierungsproblemen. Pro Paar werden im Schnitt in fast allen Ländern Europas weniger als zwei Kinder geboren (Deutschland derzeit: 1,4), diese kommen auch noch immer später zur Welt – und die Menschen werden immer älter. Hierdurch verschlechtert sich das Verhältnis von Beitragszahlern zu Rentnern: Im Umlageverfahren steigen die Beiträge und/oder sinken die Renten.
Ein möglicher Grund hierfür ist die Tatsache, dass die Eltern die Kosten der Kindererziehung zu tragen haben. Eine Erhöhung des Familienlastenausgleichs durch die Einführung einer Kinderrente kann daher ein Anreiz zum Kinder zeugen bzw. ein Abbau des Anreizes aus Kostengründen keine Kinder zu bekommen verstanden werden. Ob derartige Anreize wünschenswert sind, ist umstritten. Die Gegenposition lautet, der Staat dürfe sich nicht in die Familienplanung seiner Bürger einmischen.
Inwieweit die Kinderzahl von den Kosten der Kindererziehung bzw. der Höhe des Familienlastenausgleichs abhängt ist umstritten.

#### Zeitpunkt der Familienförderung
Ebenfalls umstritten ist, ob die Kinderrente im Hinblick auf die Anreizwirkung effektiv sei: Eine Erhöhung der direkten Zahlungen an Eltern würde von den Eltern stärker wahrgenommen als eine abstrakte Erhöhung zukünftiger Rentenzahlungen.
Dies würde nach Ansicht von Kritikern des Konzeptes der Kinderernte auch der Bedarfssituation der Eltern besser entsprechen. Sie fordern eine aktive Entlastung von Eltern bereits in ihrer Erwerbsphase. Zur Umsetzung wird beispielsweise ein Rentenbeitrags-Splitting gefordert, bei dem der Teil des Familieneinkommens von Rentenbeiträgen befreit wird, der nicht für die erwerbstätigen Eltern benötigt wird (den späteren Rentnern), sondern für deren Kinder (den späteren Rentenbeitragszahlern). Umstritten ist in diesem Modell, ob die späteren Renten an den tatsächlichen (reduzierten) Rentenbeiträgen der Familien bemessen werden sollen, wie es der Beitragsbezogenheit des Rentenrechts entspräche, oder nach dem vollen Bruttoeinkommen, wie vom Bund katholischer Unternehmen gefordert.

### Die Kinderrente und die Systematik der Rentenversicherung

#### Generationenvertrag
Der Gedanke des Generationenvertrages geht davon aus, dass Generationengerechtigkeit dadurch hergestellt werden, dass die Beitragszahler die Renten ihrer Eltern bezahlen und im Gegenzug ihre Rente von ihren Kindern bezahlt bekommen. Befürworter der Kinderrente argumentieren: Diesen Anspruch hätten sich die Eltern/Großeltern dadurch erworben, dass sie den Beitragszahler großgezogen haben; kinderlose Rentner erhalten ihn bislang „geschenkt“, letztlich auf Kosten der Kinder anderer Leute. Um dieselbe Altersversorgung wie Eltern zu erwerben, müssten kinderlose Rentner die erheblichen Kosten, die Eltern für die Erziehung von Kindern entstehen, zusätzlich zu den gewöhnlichen Rentenbeiträgen entweder ansparen (Kapitaldeckungsverfahren, sie hätten dann keinen gesetzlichen Rentenanspruch) oder aber sich zu gleichen Teilen an der Erziehung fremder Kinder beteiligen (sie bekämen dann zum Ausgleich denselben Rentenanspruch wie Eltern).
Demgegenüber wird argumentiert, nicht nur Rentner, sondern auch (nicht erwerbstätige) Kinder würden von der jeweiligen Erwerbsgeneration alimentiert. Es bestünden bereits eine Vielzahl von Instrumenten des Familienlastenausgleichs. Auch würden Kinderlose als Steuerzahler staatliche Leistungen finanzieren, von denen Bürger primär im Kindesalter bzw. deren Eltern profitieren: Kindergärten, Schulen, Hochschulen, Kindergeld, Steuerfreibeträge, Freizeitangebote, Sondertarife usw.
Kinderrente bedeute weiterhin nicht, dass die mehr geborenen Kinder auch tatsächlich Rentenbeitragszahler werden. Parallel müsste daher das Rentensystem, statt wie bisher isoliert auf abhängig Beschäftigte, auf alle Personen (incl. Beamte, Freiberufler und Selbständige) ausgedehnt werden, wie dies etwa in der Schweiz praktiziert wird.

#### Versicherungsprinzip
Die gesetzliche Rentenversicherung wird deutlich stärker als die anderen Säulen der gesetzlichen Sozialversicherung durch das Äquivalenzprinzip geprägt: Die Rentenhöhe hängt primär von der Höhe der gezahlten Beiträge ab. Dieses Prinzip wird bereits heute durch eine Reihe von Elementen (z. B. den Erziehungszeiten) unterbrochen. Diese versicherungsfremden Leistungen werden durch den Bundesanteil der Rentenversicherung finanziert. Eine Kinderrente würde eine massive Ausweitung dieser versicherungsfremden Leistungen und damit eine deutliche Abkehr vom Äquivalenzprinzip bedeuten.

#### Fehlallokation
Die bisher vorgeschlagenen Kinderrentensysteme ähneln meist den heutigen „Erziehungsjahren“ bei der Rente, die nur exzessiv ausgeweitet werden. Die Kinderrente ist demnach für alle Eltern gleich, unabhängig von den Entwicklungschancen oder der späteren Beitragsleistung des Kindes. Der mit Kindern verbundene Verzicht, sowohl was direkte Kosten als auch was Opportunitätskosten anbelangt, ist aber für besserverdienende Eltern größer als für ärmere, während statistisch deren Kinder später deutlich besser verdienen, also auch künftig mehr Beiträge erwirtschaften. Diesen Gruppen würden also auch im System der Familienrente die Früchte ihrer „Investition“ in Kinder teilweise entzogen, zwar nicht mehr zugunsten Kinderloser, desto mehr aber zugunsten anderer Eltern. Über den Wert ihres durchschnittlichen generativen Beitrages hinaus subventioniert würden hingegen sozial schwächere Eltern. Um solche Effekte zu vermeiden, müsste sich die Kinderrente prozentual an den Rentenbeiträgen der Eltern orientieren oder aber an anderen Kriterien, die Rückschlüsse auf die zu erwartende oder tatsächliche Entwicklung der Kinder nehmen.

### Verfassungsrechtliche Aspekte
Das Bundesverfassungsgericht hat vor vielen Jahren entschieden, dass die Ansprüche aus dem Rentensystem – zumindest der sogenannte Erwerbsanteil, also das, was man früher „eingezahlt“ hat – als Eigentumsrecht verfassungsmäßig geschützt sei. Eine Kürzung von Renten oder Rentenansprüchen von Kinderlosen zur Finanzierung einer Kinderrente sind daher verfassungsrechtliche Grenzen gesetzt. Jedoch steht es dem Gesetzgeber frei, bezüglich der vom Staat über Zuschüsse an die gesetzliche Rentenversicherung (2004 waren dies 78 Milliarden Euro (€) oder rund 27 % der Ausgaben) finanzierten Rentenanteile oder über erweiterte Bundeszuschüsse weitgehend frei zu verfügen.

## Kinderrente in Deutschland
2003 sieht ein CSU-Rentenkonzept eine Kinderrente vor. Einen aktuelleren Vorschlag zur Ausweitung der Kindererziehungsberücksichtigung im Rahmen der Gesetzlichen Rentenversicherung hat am 26. Juli 2006 die Deutsche Bischofskonferenz veröffentlicht. Wissenschaftliche Konzepte einer Kinder- bzw. Elternrente wurden am Institut für Wirtschaftspolitik in Köln sowie am Münchener ifo entwickelt.